# Kodai no Kimi
Kodai no Kimi (小大君?   Fecha desconocida, también llamada Ōkimi) fue una poetisa waka y noble japonesa de mediados del período Heian. Fue designada miembro del grupo de los treinta y seis poetas inmortales, siendo una de las únicas cinco mujeres dentro del grupo.

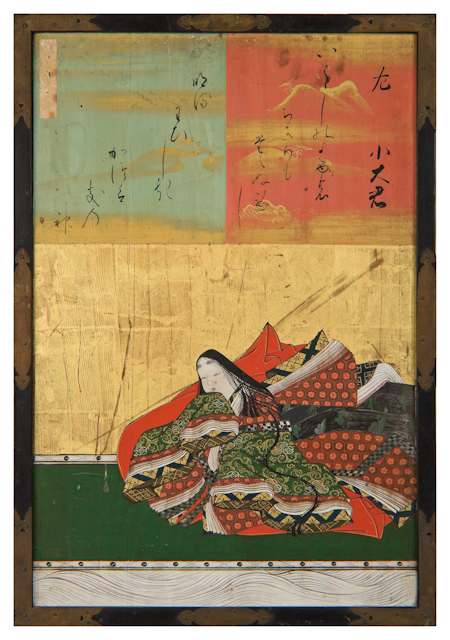
Kodai no Kimi

Algunos de sus poemas se encuentran en antologías imperiales japonesas, incluyendo el Shūi Wakashū. Existe cierta similitud entre su colección personal conocida como Kodai no Kimishū (小大君集) y la colección personal de Ono no Komachi.